# Sarnia Sting
Sarnia Sting je kanadský juniorský klub ledního hokeje, který sídlí v Sarnii v provincii Ontario. Založen byl v roce 1994 po přestěhování týmu Newmarket Royals do Sarnie. Od roku 1994 působí v juniorské soutěži Ontario Hockey League (dříve Ontario Hockey Association). Své domácí zápasy odehrává v hale Progressive Auto Sales Arena s kapacitou 4 118 diváků. Klubové barvy jsou černá, bílá a zlatá.
Nejznámější hráči, kteří prošli týmem, byli např.: Andy Delmore, Marek Posmyk, Steven Stamkos, Nail Jakupov, Štefan Blaho, Tomáš Pospíšil, Pavel Zacha, Daniel Carcillo nebo Mathis Olimb.

## Přehled ligové účasti
Zdroj: 
- 1994– : Ontario Hockey League (Západní divize)